# Head Games
Head Games ist das dritte Studioalbum der US-amerikanisch-britischen Rockband Foreigner, das im September 1979 erschien.

## Entstehung und Veröffentlichung
Die Erstveröffentlichung von Head Games erfolgte am 11. September 1979 bei Atlantic Records. Das Album erschien in seiner Originalfassung als LP mit zehn Titeln (Katalognummer: SD 29999). Im Jahr 1984 erschien es erstmals als CD-Ausführung (Katalognummer: 7567-81598-2). Am 2. Dezember 2002 wurde diese neu mit dem Bonustitel Zalia bei Rhino Records aufgelegt (Katalognummer: 8122-78198-2).
Geschrieben wurden alle Lieder von den Foreigner-Mitgliedern Lou Gramm, Mick Jones und Ian McDonald, in verschiedenen Konstellationen. Jones und McDonald zeichneten darüber hinaus, zusammen mit Roy Thomas Baker, für die Produktion aller Lieder verantwortlich. Das Album wurde in den Atlantic Studios in New York City aufgenommen. Zusätzliche Aufnahmen und die Abmischung fanden in den Cherokee Studios in Los Angeles statt. Head Games war das einzige Foreigner-Album, bei dem Baker an der Produktion mitwirkte. Erstmals ist der neue Bassist Rick Wills zu hören, der zuvor für die Bands Jokers Wild und Small Faces tätig war. Er ersetzte Ed Gagliardi, der die Band verlassen musste. Es war auch das letzte Album mit den Gründungsmitgliedern Al Greenwood und McDonald. Letztmals übernahm Gitarrist Jones bei einem Titel den Leadgesang (The Modern Day).

## Artwork
Das Cover zeigt die US-amerikanische Schauspielerin und Filmproduzentin Lisanne Falk in einer Herrentoilette. Es wurde von Feministinnen kritisiert. Laut Sänger Lou Gramm sollte das Bild eigentlich mehr wie ein Cartoon wirken, das Mädchen solle „ungezogen“ erscheinen, als sie „Graffiti [in der Toilette] entfernt. Sie soll den Käufer des Albums ansehen, als sei sie dabei erwischt worden.“

## Titelliste
| Nr. | Titel                  | Autor(en)             | Länge |
| --- | ---------------------- | --------------------- | ----- |
| 1.  | Dirty White Boy        | Mick Jones, Lou Gramm | 3:38  |
| 2.  | Love on the Telephone  | Jones, Gramm          | 3:18  |
| 3.  | Women                  | Jones                 | 3:24  |
| 4.  | I’ll Get Even with You | Jones                 | 3:40  |
| 5.  | Seventeen              | Jones, Gramm          | 4:36  |

| Nr.          | Titel               | Autor(en)           | Länge |
| ------------ | ------------------- | ------------------- | ----- |
| 6.           | Head Games          | Gramm, Jones        | 3:37  |
| 7.           | The Modern Day      | Jones               | 3:26  |
| 8.           | Blinded by Science  | Jones               | 4:55  |
| 9.           | Do What You Like    | Ian McDonald, Gramm | 3:59  |
| 10.          | Rev on the Red Line | Al Greenwood, Gramm | 3:35  |
| Gesamtlänge: | Gesamtlänge:        | Gesamtlänge:        | 38:12 |

| Nr.          | Titel        | Autor(en)       | Länge |
| ------------ | ------------ | --------------- | ----- |
| 11.          | Zalia        | McDonald, Gramm | 2:34  |
| Gesamtlänge: | Gesamtlänge: | Gesamtlänge:    | 40:50 |

## Kommerzieller Erfolg

### Chartplatzierungen
Das Album avancierte mit Rang fünf zum Top-10-Erfolg in den US-amerikanischen Billboard 200 sowie zum Charterfolg in Neuseeland (Rang 38) und Deutschland (Rang 39).
| ChartsChartplatzierungen       | Höchstplatzierung | Wochen |
| ------------------------------ | ----------------- | ------ |
| Deutschland (GfK)              | 39 (5 Wo.)        | 5      |
| Vereinigte Staaten (Billboard) | 5 (41 Wo.)        | 41     |

### Auszeichnungen für Musikverkäufe
| Land/Region               | Auszeichnungen für Musikverkäufe (Land/Region, Auszeichnung, Verkäufe) | Verkäufe  |
| ------------------------- | ---------------------------------------------------------------------- | --------- |
| Vereinigte Staaten (RIAA) | 5× Platin                                                              | 5.000.000 |
| Insgesamt                 | 5× Platin ·                                                            | 5.000.000 |